# Most Strachociński
Most Strachociński (Drachenwälder Brücke, Weideflut Brücke), Most Swojczycki – most położony we Wrocławiu, stanowiący przeprawę nad Kanałem Odpływowym, przebiegającym we wschodniej części miasta między osiedlami Swojczyce i Strachocin. Most zlokalizowany jest w ciągu ulic Swojczyckiej i Strachocińskiej, którymi przebiega droga wojewódzka nr 455. Pierwotny obiekt został zbudowany w 1917 roku, jako most trzójprzęsłowy, w którym jako dźwigary nośne zastosowano belki w postaci stalowych blachownic nitowanych. Budowla uległa zniszczeniu w 1945 roku. Jeszcze w tym samym roku została prowizorycznie odbudowana jako konstrukcja wykonana w technologii drewnianej (2 przęsła). Przeprawa funkcjonowała w takiej postaci do 1966 roku.
Konstrukcja z 1966 roku została oparta na zachowanych z pierwotnego obiektu betonowych przyczółkach i filarach, do budowy którego zastosowano typowe belki kablobetonowe o rozpiętości 13,7. Pomost wykonano jako płytę żelbetową zespoloną z dźwigarami. Długość wynosi 42,5 m, szerokość wynosi 10 m, w tym jezdni 7,5 m oraz dwa chodniki po 1,25 m każdy (jest jeden wąski chodnik - na szerokość jednej osoby). Nawierzchnia jezdni wykonana jest jako bitumiczna, a nawierzchnia chodników z płyt betonowych. Most został rozebrany w 2015 roku.
Obecny most został oddany do użytku w 2017 roku. Został posadowiony na palach o średnicy 100 cm i długości od 8 do 13 m. Jest to czteroprzęsłowa konstrukcja żelbetowa, o łącznej długości ponad 96 m i szerokości ponad 15 m.
Na południe od mostu drogowego, położony jest most kolejowy na linii nr 292. Natomiast na północ, poniżej (wzdłuż biegu kanału) tego mostu, znajduje się most drogowy w ulicy Ludowej.